# Comptabilité hollywoodienne
Comptabilité hollywoodienne (en anglais Hollywood accounting) fait référence aux méthodes opaques de comptabilité créative utilisées par l'industrie américaine du cinéma, de la vidéo et de la télévision pour budgétiser et enregistrer les bénéfices des projets cinématographiques. Les dépenses sont souvent gonflées pour réduire ou éliminer les profits du projet, réduisant ainsi le montant que la société doit payer en taxes et droits d'auteur ou autres accords d'intéressement (en), car ceux-ci sont basés sur le bénéfice net.
La « comptabilité hollywoodienne » tire son nom de sa prédominance dans l'industrie du divertissement, c'est-à-dire dans les studios de cinéma américains à une époque où la plupart des studios étaient situés à Hollywood. Les personnes concernées peuvent inclure des écrivains et des acteurs,.

## Pratiques
La comptabilité hollywoodienne peut prendre plusieurs formes. Sous l'une d'elles, une filiale est formée pour exercer une activité donnée et l'entité-mère extrait de l'argent de la filiale non pas en termes de bénéfices mais sous la forme de frais pour certains « services ». Les schémas spécifiques peuvent aller du simple à l'extrêmement complexe.
Trois facteurs principaux dans la comptabilité hollywoodienne réduisent les bénéfices rapportés d’un film, et tous ont à voir avec le calcul de frais généraux (en) :
- Frais généraux de production : les studios calculent en moyenne les coûts de production en utilisant un chiffre d'environ 15% des coûts de production totaux.
- Frais généraux de distribution : les distributeurs conservent généralement 30% de ce qu’ils reçoivent des salles de cinéma (« location brute »).
- Frais généraux de promotion : pour déterminer ce nombre, les studios choisissent généralement environ 10% de tous les frais de publicité.

Tous les moyens de calculer les frais généraux ci-dessus sont très controversés, même au sein de la profession comptable. À savoir, ces pourcentages sont attribués sans tenir compte de la manière dont, en réalité, ces estimations se rapportent aux frais généraux réels. En bref, cette méthode ne tente pas, de manière rationnelle, de tracer correctement les frais généraux.
De ce fait, les points nets, qui représentent un pourcentage du revenu net (à savoir le revenu brut moins les dépenses), par opposition à un pourcentage du revenu brut, sont parfois appelés « points de singes » (monkey points). Le terme est attribué à Eddie Murphy, qui aurait également déclaré que seul un imbécile accepterait des points nets dans son contrat,
L'actrice Lynda Carter sur le plateau de The Late Show with Joan Rivers a déclaré « Ne vous contentez jamais de bénéfices nets. Cela s'appelle la "comptabilité créative" ».
Beaucoup insistent sur les « points bruts » (un pourcentage d'une certaine définition du revenu brut) plutôt que sur la participation au bénéfice net. Cette pratique réduit la probabilité qu'un projet soit rentable, car une société de production affirmera qu'une partie des revenus de vente au détail déclarés a été redirigée directement vers les participants bruts.

## Exemples
Selon Lucasfilm, Le Retour du Jedi, malgré le fait qu'il ait rapporté 475 millions de dollars au box-office contre un budget de 32,5 millions de dollars, « n’a jamais été rentable ». Ainsi, David Prowse, l'acteur sous le costume de Dark Vador, a été lésé par son contrat mentionnant un pourcentage sur les bénéfices net.
Art Buchwald a reçu un règlement de la Paramount après son procès contre la major. Le tribunal a estimé que les actions de Paramount étaient « inadmissibles », notant qu'il était impossible de croire que la comédie de 1988 Un prince à New York avec Eddie Murphy, dont les bénéfices bruts s’élèvent à 350 millions de dollars, n’a pas permis de réaliser de profit, d’autant plus que les coûts de production réels étaient inférieurs au dixième. Paramount a accepté de payer 900 000 $, plutôt que de voir ses méthodes de comptabilité examinées.
Les producteurs Michael E. Uslan et Benjamin Melniker ont déposé un recours en justice pour violation de la poursuite du contrat le 26 mars 1992. Ils ont prétendu être les « victimes d'une sinistre campagne de fraude et de coercition qui les a empêchés de continuer à participer à la production du film de 1989 Batman et à ses suites. Nous avons été privés de crédits et de toute récompense financière pour notre contribution créative essentielle au succès de Batman ». Un juge de la cour supérieure a rejeté le recours. Les revenus totaux de Batman ont dépassé les 2 milliards de dollars, Uslan affirmant n'avoir « pas vu un sou de plus puisque notre participation au bénéfice net s'est avérée sans valeur ». La Warner Bros. leur a proposé un arrangement à l'amiable, une somme décrite par l'avocat d'Uslan et Melniker comme « deux pop-corn et deux coca-cola ».
La famille de Jim Garrison a attaqué Warner Bros. en justice pour sa part des bénéfices du film JFK (1991), qui est basé sur son livre Sur la trace des assassins (en). L’affaire est réglée en 1999, la famille recevant une « très petite compensation ».
L’intéressement de Winston Groom pour les droits d'adaptation de son roman Forrest Gump incluent une part de 3% des bénéfices. Cependant, en raison de la comptabilité hollywoodienne, le succès commercial du film est converti en une perte nette, et Groom n'a reçu que 350 000 $ pour les droits et 250 000 $ supplémentaires du studio.
Stan Lee, co-créateur du personnage Spider-Man, avait un contrat lui attribuant 10% des bénéfices nets de tout ce qui était basé sur ses personnages. Le film Spider-Man (2002) a réalisé plus de 800 millions $ de revenus, mais les producteurs affirment qu’il n’a réalisé aucun bénéfice, comme le stipule le contrat de Lee, et Lee n’a rien reçu. En 2002, il attaque en justice Marvel Comics. L’affaire est réglée en janvier 2005, Marvel payant 10 millions $ pour « financer les paiements passés et futurs réclamés par Mr. Lee ».
Le film Mariage à la grecque (2002) est considéré comme un énorme succès pour un film indépendant, mais selon le studio, le film a perdu de l’argent. En conséquence, les acteurs (à l’exception de Nia Vardalos qui avait un accord séparé) ont poursuivi le studio pour leur part des bénéfices. Les producteurs originaux du film ont poursuivi en justice Gold Circle Films en raison des pratiques comptables d'Hollywood car le studio a déclaré que le film, qui a coûté moins de 6 millions $ à réaliser et fait plus de 350 millions $ au box office, a perdu 20 millions $.
Peter Jackson, réalisateur du Seigneur des anneaux, et son studio WingNut Films, ont intenté un procès à New Line Cinema après un audit. Jackson a déclaré que cela concerne « certaines pratiques comptables ». En réponse, New Line a déclaré que ses droits sur le film Le Hobbit étaient limités dans le temps, et comme Jackson ne travaillerait plus avec eux tant que le procès n’aurait pas été réglé, on ne lui demanderait pas de réaliser Le Hobbit, comme cela était prévu. Quinze acteurs poursuivent New Line Cinema en justice, affirmant qu’ils n’ont jamais reçu leurs 5% du bénéfices de la vente des produits dérivés du film, qui les représentent physiquement. De même, La famille de Tolkien a poursuivi New Line, affirmant que son contrat lui donnait droit à 7,5% des recettes brutes des 6 milliards de dollars de bénéfices. Selon les comptes de New Line, la trilogie a connu des « pertes épouvantables » et n'a fait aucun bénéfice du tout.
Michael Moore a poursuivi Bob et Harvey Weinstein pour leur comptabilité créative visant à le priver de sa part de bénéfices pour le film Fahrenheit 9/11. Finalement, Moore a conclu un accord avec les Weinstein et le procès a été abandonné.
Un reçu de la Warner Bros. a été publié en ligne, montrant que le film Harry Potter et l'Ordre du phénix avait fini avec une perte de 167 millions $ sur le papier. Cela est particulièrement flagrant étant donné que, sans ajustement en fonction de l’inflation, la série des Harry Potter est la deuxième série de films la plus rentable de tous les temps, tant au niveau national qu’international, derrière les films Marvel. Harry Potter et les Reliques de la Mort - 2ème partie reste le film le plus rentable de la Warner Bros..